# 長野電鉄モハ130形電車

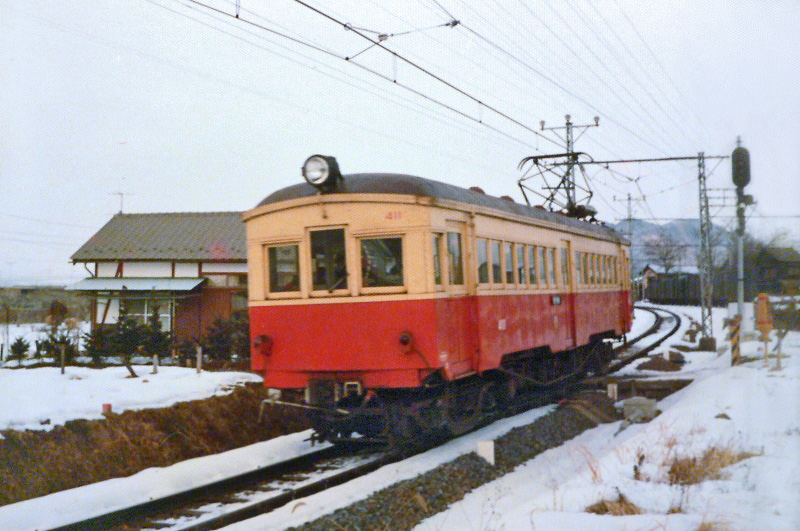
モハ411 須坂駅－井上駅

長野電鉄モハ130形電車（ながのでんてつモハ130がたでんしゃ）は、長野電鉄（長電）がかつて保有していた電車（制御電動車）である。
1926年（大正15年）製造の東武鉄道デハ3形を1947年（昭和22年）に譲り受けたものである。長電の吊り掛け駆動車両において唯一自動進段制御器を搭載していた形式であり、その制御器メーカーの通称から取った「ディッカー車」の愛称で呼ばれていた。

## 概要
終戦直後の私鉄の荒廃した車両事情を鑑み、1946年より特に輸送力不足が深刻であった私鉄を対象に、63系の割り当てが行われた。但しそれら割り当てを受けた会社に対しては、ある程度の在籍車両を地方私鉄へ供出することが付帯条件として運輸省より義務付けられていた。本系列も東武鉄道への63系割り当てに伴う供出車であり、1947年に3両が長電に入籍し、整備の上モハ130形131 - 133として竣工した。
床下機器については東武在籍当時と何ら変わりなく、すなわち「デッカーシステム」と称される電動カム軸式自動進段制御器、及びAMM自動空気ブレーキの組み合わせであり、電磁単位スイッチ式手動進段制御器（HL制御、もしくはHB制御）にSME直通空気ブレーキの組み合わせであった従来車との互換性は一切なかった。無論従来車との併結も不可能であり、終始本系列同士で編成を組んでいた。

## その後の経緯
前述のように本形式は他車との機器の互換性が皆無であったことから、入線後間もなくモハ133を電装解除・クハ代用化の上予備品を確保していた。1953年（昭和28年）の車両形式付番制定の際にモハ400形401 - 403（401は初代）と改称・改番され、1956年（昭和31年）にはモハ403（旧モハ133）と同様の理由でモハ401（初代）がHL制御化・主電動機換装を行ってモハ420形421と改番、以降同車は他2両との併結が不可能となっている。その後制御車代用であったモハ403を正式に制御車として形式称号を改めクハ450形451に、空番を埋めるためモハ402をモハ401（2代）にそれぞれ改番を行った。モハ421については1967年（昭和42年）にモハ410形411へ再度改番され、最終的には原形のデッカー方式の自動進段制御器を搭載する電動車（モハ401）、HL車に改造された電動車（モハ411）、デッカー方式の制御車（クハ451）各1両ずつの陣容となった。
車体周りについても当初原形のまま使用されていたが、モハ411は1957年（昭和32年）に踏切事故で屋代寄りの正面を破損し、復旧の際貫通扉が埋め込まれて非貫通構造となった。その際元の貫通扉の上辺に合わせて固定窓を設置したため、中央窓のみ高さが異なる。後年モハ401の湯田中寄り、及びクハ451の屋代寄りの正面が非貫通化されてモハ411の屋代寄り正面と同一形状となった他、モハ411は湯田中寄りの正面も非貫通化されたが、こちらは中央窓の高さが左右の窓に合わせて縮小されたため異彩を放っていた。
本系列はモハ401・モハ411ともに抑速発電制動を持たず、かつ全車手動扉仕様のままであったため、専ら河東線専用車両という位置付けで使用されていた。また、他車に施工されていた客用扉の鋼製扉化は行われず、廃車まで木製扉のままであった。
東武鉄道に残存した車両よりも長く使われた本形式であったが、各部の老朽化と長野 - 善光寺下間の地下化工事に関連した車両代替により、1977年（昭和52年）10月9日 - 10日に「さようならディッカー」のヘッドマークを装着の上さよなら運転を行い、同年廃車解体された。

## 車歴
| 東武デハ13 | → | 長電モハ131 | → | モハ401（初代） | →       | モハ421 | → | モハ411        |
| 東武デハ12 | → | 長電モハ132 | → | モハ402         | モハ402 | モハ402 | → | モハ401（2代） |
| 東武デハ11 | → | 長電モハ133 | → | モハ403         | モハ403 | モハ403 | → | クハ451        |